# Aristotelia callyntrophora
Aristotelia callyntrophora is een vlinder uit de familie tastermotten (Gelechiidae). De wetenschappelijke naam van deze soort is voor het eerst geldig gepubliceerd in 1899 door Rebel.
De soort komt voor in tropisch Afrika.